# Xenandra prasinata
Xenandra prasinata är en fjärilsart som beskrevs av Otto Thieme 1907. Xenandra prasinata ingår i släktet Xenandra och familjen Riodinidae. Inga underarter finns listade i Catalogue of Life.